# سوزيت هادن إلغن
سوزيت هادن إلغن (بالإنجليزية: Suzette Haden Elgin)‏ (18 نوفمبر 1936، لويزيانا في الولايات المتحدة - 27 يناير 2015، أركنساس في الولايات المتحدة)؛ كاتِبة، شاعرة وروائية أمريكية.

## روابط خارجية
- سوزيت هادن إلغن على موقع ميوزك برينز (الإنجليزية)